# Pugno di sabbia
Pugno di sabbia è un singolo del gruppo musicale italiano Subsonica, pubblicato il 20 ottobre 2023 come primo estratto dal decimo album in studio Realtà aumentata.

## Descrizione
In merito al brano il gruppo ha dichiarato:
Il brano, accreditato a tutta la band, è una creazione del chitarrista Max Casacci.

## Video musicale
Il video, diretto da Ivan Cazzola, è stato pubblicato in concomitanza del lancio del singolo sul canale YouTube del gruppo.

## Tracce
Testi di Samuel Umberto Romano, Massimiliano Casacci, Enrico Matta e Davide Dileo, musiche di Samuel Umberto Romano, Massimiliano Casacci, Enrico Matta, Davide Dileo e Lucio Vicini.
1. Pugno di sabbia – 3:34